# بيترو فيراري
بيترو فيراري (6 أبريل 1906 كودفيلا إيطاليا - ) هو لاعب كرة قدم إيطالي كان يلعب كلاعب وسط.
لم يتم العثور على روابط لمواقع التواصل الاجتماعي.